# Мартин, Тайриз
Тайриз Мартин (англ. Tyrese Martin, род. 1999, Коттидж-Гров, Миннесота) — американский профессиональный баскетболист, выступающий за клуб НБА «Бруклин Нетс». Играет на позиции атакующего защитника и лёгкого форварда.

## Профессиональная карьера

### Атланта Хокс / Колледж-Парк Скайхокс (2022–2023)
Мартин был выбран клубом «Голден Стэйт Уорриорз» под 51-м номером на драфте НБА 2022 года и впоследствии был продан в клуб «Атланта Хокс». 16 июля 2022 года он подписал контракт новичка с «Хокс». В сезоне 2022/2023 годов Мартин сыграл 16 игр за «Хокс», набирая в среднем 1,3 очка за 4,1 минуты за игру, а также сыграл 30 игр за «Колледж-Парк Скайхокс», набирая в среднем 18,1 очка, 8,9 подбора и 1,7 передачи за 33,0 минуты за игру. 21 июля 2023 года «Хокс» отчислили его.

### Айова Вулвз (2023–2024)
28 сентября 2023 года Мартин подписал контракт с «Миннесотой Тимбервулвз», но был отчислен 20 октября. Девять дней спустя он присоединился к клубу Джи-Лиги «Айова Вулвз», фарм-клубу «Миннесоты».

### Бруклин / Лонг-Айленд Нетс (2024–настоящее время)
20 сентября 2024 года Мартин подписал контракт с «Бруклин Нетс», а 19 октября его контракт на тренировочный лагерь был преобразован в двусторонний контракт. 27 ноября Мартин набрал рекордные в карьере 30 очков в выигранном со счётом 127-117 матче против «Финикс Санз». Он реализовал 10 из 13 бросков с игры, в том числе рекордные в карьере 8 трёхочковых. Мартин также установил рекорд франшизы по количеству очков за игру, набранных игроком на двустороннем контракте.

## Статистика

### Статистика в НБА
| Сезон                                                                                    | Команда | Регулярный сезон | Регулярный сезон | Регулярный сезон | Регулярный сезон | Регулярный сезон | Регулярный сезон | Регулярный сезон | Регулярный сезон | Регулярный сезон | Регулярный сезон | Регулярный сезон | Серия плей-офф | Серия плей-офф | Серия плей-офф | Серия плей-офф | Серия плей-офф | Серия плей-офф | Серия плей-офф | Серия плей-офф | Серия плей-офф | Серия плей-офф | Серия плей-офф |
| Сезон                                                                                    | Команда | GP               | GS               | MPG              | FG%              | 3P%              | FT%              | RPG              | APG              | SPG              | BPG              | PPG              | GP             | GS             | MPG            | FG%            | 3P%            | FT%            | RPG            | APG            | SPG            | BPG            | PPG            |
| ---------------------------------------------------------------------------------------- | ------- | ---------------- | ---------------- | ---------------- | ---------------- | ---------------- | ---------------- | ---------------- | ---------------- | ---------------- | ---------------- | ---------------- | -------------- | -------------- | -------------- | -------------- | -------------- | -------------- | -------------- | -------------- | -------------- | -------------- | -------------- |
| 2022/23                                                                                  | Атланта | 16               | 0                | 4,1              | 39,1             | 14,3             | 100,0            | 0,8              | 0,1              | 0,1              | 0,0              | 1,3              | Не участвовал  | Не участвовал  | Не участвовал  | Не участвовал  | Не участвовал  | Не участвовал  | Не участвовал  | Не участвовал  | Не участвовал  | Не участвовал  | Не участвовал  |
| 2024/25                                                                                  | Бруклин | 60               | 11               | 21,9             | 40,6             | 35,1             | 79,3             | 3,7              | 2,0              | 0,6              | 0,2              | 8,7              | Не участвовал  | Не участвовал  | Не участвовал  | Не участвовал  | Не участвовал  | Не участвовал  | Не участвовал  | Не участвовал  | Не участвовал  | Не участвовал  | Не участвовал  |
|                                                                                          | Всего   | 76               | 11               | 18,2             | 40,6             | 34,6             | 80,0             | 3,0              | 1,6              | 0,5              | 0,1              | 7,2              | Не участвовал  | Не участвовал  | Не участвовал  | Не участвовал  | Не участвовал  | Не участвовал  | Не участвовал  | Не участвовал  | Не участвовал  | Не участвовал  | Не участвовал  |
| Наведите курсор мыши на аббревиатуры в заголовке таблицы, чтобы прочесть их расшифровку. |         |                  |                  |                  |                  |                  |                  |                  |                  |                  |                  |                  |                |                |                |                |                |                |                |                |                |                |                |

### Статистика в Джи-Лиге
| Сезон                                                                                    | Команда               | Регулярный сезон | Регулярный сезон | Регулярный сезон | Регулярный сезон | Регулярный сезон | Регулярный сезон | Регулярный сезон | Регулярный сезон | Регулярный сезон | Регулярный сезон | Регулярный сезон | Серия плей-офф | Серия плей-офф | Серия плей-офф | Серия плей-офф | Серия плей-офф | Серия плей-офф | Серия плей-офф | Серия плей-офф | Серия плей-офф | Серия плей-офф | Серия плей-офф |
| Сезон                                                                                    | Команда               | GP               | GS               | MPG              | FG%              | 3P%              | FT%              | RPG              | APG              | SPG              | BPG              | PPG              | GP             | GS             | MPG            | FG%            | 3P%            | FT%            | RPG            | APG            | SPG            | BPG            | PPG            |
| ---------------------------------------------------------------------------------------- | --------------------- | ---------------- | ---------------- | ---------------- | ---------------- | ---------------- | ---------------- | ---------------- | ---------------- | ---------------- | ---------------- | ---------------- | -------------- | -------------- | -------------- | -------------- | -------------- | -------------- | -------------- | -------------- | -------------- | -------------- | -------------- |
| 2022/23                                                                                  | Колледж-Парк Скайхокс | 30               | 28               | 33,0             | 50,2             | 35,2             | 78,4             | 8,9              | 1,7              | 0,9              | 0,3              | 18,1             | Не участвовал  | Не участвовал  | Не участвовал  | Не участвовал  | Не участвовал  | Не участвовал  | Не участвовал  | Не участвовал  | Не участвовал  | Не участвовал  | Не участвовал  |
| 2023/24                                                                                  | Айова Вулвз           | 39               | 32               | 33,5             | 44,9             | 32,2             | 83,1             | 7,7              | 3,0              | 0,8              | 0,6              | 16,9             | Не участвовал  | Не участвовал  | Не участвовал  | Не участвовал  | Не участвовал  | Не участвовал  | Не участвовал  | Не участвовал  | Не участвовал  | Не участвовал  | Не участвовал  |
| 2024/25                                                                                  | Лонг-Айленд Нетс      | 3                | 2                | 21,1             | 39,5             | 28,6             | 100,0            | 3,7              | 2,7              | 0,3              | 0,7              | 14,0             | Не участвовал  | Не участвовал  | Не участвовал  | Не участвовал  | Не участвовал  | Не участвовал  | Не участвовал  | Не участвовал  | Не участвовал  | Не участвовал  | Не участвовал  |
|                                                                                          | Всего                 | 72               | 62               | 32,8             | 47,0             | 33,0             | 81,7             | 8,0              | 2,4              | 0,8              | 0,5              | 17,3             | Не участвовал  | Не участвовал  | Не участвовал  | Не участвовал  | Не участвовал  | Не участвовал  | Не участвовал  | Не участвовал  | Не участвовал  | Не участвовал  | Не участвовал  |
| Наведите курсор мыши на аббревиатуры в заголовке таблицы, чтобы прочесть их расшифровку. |                       |                  |                  |                  |                  |                  |                  |                  |                  |                  |                  |                  |                |                |                |                |                |                |                |                |                |                |                |

### Статистика в NCAA
| Сезон | Команда     | Conf        | Class       | GP  | GS | MPG  | FG%  | 3P%  | FT%  | RPG | APG | SPG | BPG | PPG  |
| --- | ----------- | ----------- | ----------- | --- | -- | ---- | ---- | ---- | ---- | --- | --- | --- | --- | ---- |
| 2018/19 | Род-Айленд  | A-10        | FR          | 33  | 19 | 27,0 | 41,8 | 31,1 | 64,8 | 5,2 | 1,0 | 0,8 | 0,3 | 8,1  |
| 2019/20 | Род-Айленд  | A-10        | SO          | 30  | 30 | 34,2 | 43,3 | 32,1 | 66,2 | 7,0 | 1,1 | 1,1 | 0,3 | 12,8 |
| 2020/21 | Коннектикут | Big East    | JR          | 22  | 21 | 30,1 | 44,0 | 32,0 | 67,2 | 7,5 | 1,0 | 1,0 | 0,5 | 10,3 |
| 2021/22 | Коннектикут | Big East    | SR          | 29  | 29 | 32,1 | 44,9 | 43,0 | 68,9 | 7,5 | 1,9 | 0,8 | 0,5 | 13,6 |
| Всего | Всего       | Всего       | Всего       | 114 | 99 | 30,8 | 43,5 | 34,6 | 67,0 | 6,7 | 1,3 | 0,9 | 0,4 | 11,1 |
| Род-Айленд | Род-Айленд  | Род-Айленд  | Род-Айленд  | 63  | 49 | 30,5 | 42,7 | 31,7 | 65,6 | 6,1 | 1,1 | 1,0 | 0,3 | 10,3 |
| Коннектикут | Коннектикут | Коннектикут | Коннектикут | 51  | 50 | 31,2 | 44,6 | 39,3 | 68,2 | 7,5 | 1,5 | 0,9 | 0,5 | 12,2 |
| Наведите курсор мыши на аббревиатуры в заголовке таблицы, чтобы прочесть их расшифровку Статистика приведена с сайта sports-reference.com |             |             |             |     |    |      |      |      |      |     |     |     |     |      |